# Ibex Peak
Ibex Peak är ett berg i provinsen British Columbia i Kanada. Toppen på Ibex Peak ligger 2 039 meter över havet och primärfaktorn är 474 meter. Närmaste högre berg är Alpaca Peak, 2 083 meter över havet, 6 kilometer österut. Berget är namngivet efter getarten stenbock, på latin Capra ibex och engelska alpine ibex.